# Лаланн, Максим
Франсуа Антуан Максим Лаланн (фр. François Antoine Maxime Lalanne; 27 ноября 1827, Бордо — 29 июля 1886, Ножан-сюр-Марн) — французский рисовальщик и гравёр.
Начальное художественное образование получил в Бордо, затем учился в Париже у Жана Жигу. В 1852 году обратил на себя общее внимание в парижском салоне рисунками, исполненными углём (au fusain), после чего в течение многих лет снабжал своими офортами «Gazette des beaux arts», «Illustration Nouvelle» (орган парижского общества аквафортистов) и другие иллюстрированные издания и альбомы.
В 1853 году дебютировал в технике литографии, в 1863 году выставил первые офорты и в дальнейшем совершенствовался прежде всего в этой технике, выпустив в 1866 году «Руководство по офорту» (фр. Traité de la Gravure à l’Eau-forte); известный критик Леон Лагранж охарактеризовал это руководство как «самое полное и самое остроумное из всех ему известных», а самого Лаланна — как «сделавшегося в короткий срок одним из мастеров жанра». Был, прежде всего, мастером городских видов.
Из его гравюр были наиболее известны: виды виллы Виктора Гюго, в Джернсее (12 лист., 1864), большие виды Парижа (12 этюдов с натуры), вид парка Монжерон, вид замка Божерар, «Коровы, переправляющиеся вброд» (с картины Тройона), «Итальянский пейзаж» (с Пейнакера), «Пашня» (с Рёйсдаля) и воспроизведения картин многих других старинных живописцев, как и его современников. В этих работах Лаланн очевидно проявилось умение владеть гравировальной иглой, редкий вкус и чувство колоритности, хотя нельзя сказать, чтобы его гравюры отличались точностью передачи оригиналов. В 1862 он издал прекрасное руководство к гравированию «крепкой водкой», а в 1869 — такое же сочинение о рисовании углём.
В 1905 году персональная ретроспектива Лаланна прошла в Лондоне.